# Девушки из Алькассера
Девушки из Алькассера (исп. Las niñas de Alcàsser) — три подростка (Мириам Гарсия Иборра, Антония «Тони» Гомес Родригес, Дезире Эрнандес Фольч) из Алькасера провинции Валенсия (Испания), украденные, изнасилованные и убитые по пути автостопом в ночной клуб Пикасента в ноябре 1992 года. Преступление получило широкий резонанс в Испании ввиду его жестокости и осуждения действий полиции.
Аутопсия выявила наличие семи типов волос различных ДНК, которые не принадлежали ни убитым девушкам, ни двум подозреваемым преступникам Антонио Англесу и Мигелю Рикарту. Лишь последний оказался за решёткой. Местонахождение объявленного в международный розыск Англеса не установлено.

## Исчезновение

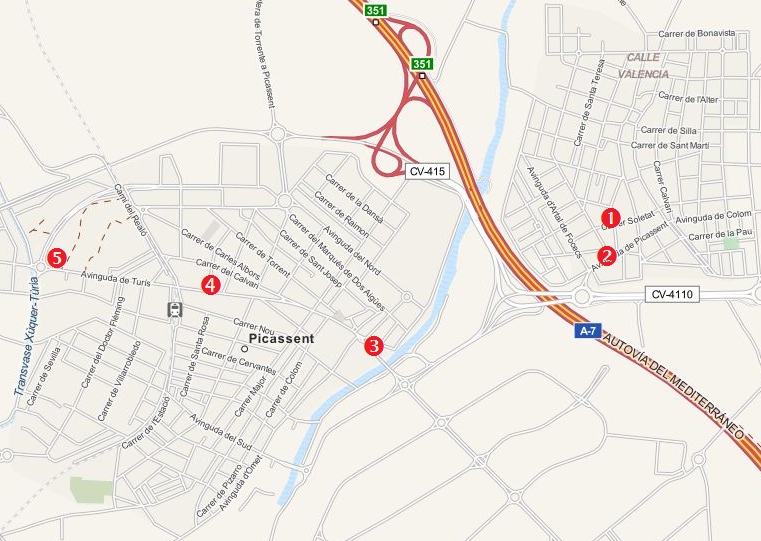
Пикасент (слева) и Алькасер(справа). Точка 5 показывает местоположение в настоящее время исчезнувшего ночного клуба Coolor

13 ноября 1992 года Мириам Иборра, Тони Родригез и Дезире Фольч исчезли по пути на школьную вечеринку, которая устраивалась в ночном клубе «Coolor» на окраине Пикасента, в 4 км от их родного города Алькасера. Мириам просила отца Фернандо Гарсию подвезти их до клуба, но мужчина болел гриппом и отказался. Девушки решили добраться автостопом, как делали прошлым летом. Молодая пара подвезла девочек до бензозаправки возле Пикасента. Здесь их видели садящимися в седан — белый Opel Corsa с группой мужчин. Больше девушек не видели в живых.

## Реконструкция событий

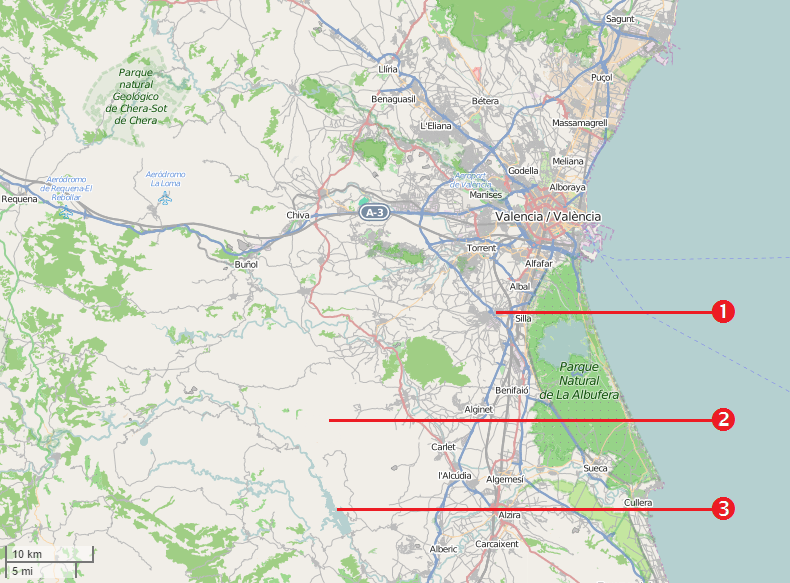
Карта окрестностей Валенсии: (1) Алькасер; (2) La Romana; (3) водохранилище Тоус

События восстановлены по показаниям Мигеля Рикарта. Согласно его показаниям, он и Антонио Англес подобрали девушек на заправке. Когда автомобиль проехал ночной клуб, девушки начала кричать, и Англес ударил их пистолетом Star Model BM. Автомобиль остановился у заброшенной хижины в отдалённой, гористой местности La Romana, неподалёку от водохранилища Тоус. Здесь двух девушек изнасиловали. После преступники с пленницами направились за продуктами в Катадау, вернулись и изнасиловали третью девушку. Пленницы подвергались издевательствам последующую ночь. Вскрытие показало, что на теле Дезире отрезан сосок и имеются два ножевых ранения в спину. Остальные девочки были избиты камнями и палками, прежде чем их застрелили и закопали. На теле Мириам присутствовали повреждения, нанесённые после её смерти. Убийцы собрали гильзы и почистили машину.

## Расследование
С момента объявления о пропаже девочек начались активные поиски. Их тела спустя 75 дней после убийства обнаружены двумя пчеловодами в канаве 27 января 1993 года. На месте преступления Гражданская гвардия Испании обнаружила перчатки Рикарта, справку социального страхования на имя Энрико Англеса, брата Антонио, и гильзы. В город стекались журналисты испанского телевидения для освещения событий.
Полиции не удалось задержать Англеса, и его объявили в государственный розыск. Последним местом его пребывания в Испании был Мингланилья, Куэнка, откуда преступник перебрался в Лиссабон, спрятавшись на контейнеровозе «City of Plymouth». Предположительно, он умер от холода или утонул, спрыгнув с борта корабля у берегов Ирландии. По другой версии, Англес перебрался в Бразилию и путешествует по бразильскому паспорту.

## Последствия
Рикарт освобождён из заключения 29 ноября 2013 году после решения Суда ЕС, признавшего его заключение за преступление жестоким и необычным (Cruel and unusual punishment). Предположительно, сейчас он проживает во французском монастыре.
Полный противоречий суд над двумя подозреваемыми транслировался по телевидению в прайм-тайм с демонстрацией жутких фотографий жертв после стандартных предупреждений зрителей.

## В кинематографе
- 2009 — телефильм El crimen de Peñasca[7]
- 2019 — документальный сериал от Netflix The Alcàsser Murders [8]